# 巴山夜雨
《巴山夜雨》是一部中国故事片，摄制于1980年。讲述了文革后期长江上一艘从重庆开往上海的轮船上发生的故事。围绕受迫害诗人秋石，穿插小娟子寻父、老大娘祭奠儿子、杏花投江、解救秋石等一系列小故事:69。
文革在电影中仅以背景出现，故事聚焦于“时代洪流中的小市民和普通老百姓”。他们“有着不同的伤心往事和痛苦回忆，但都保留着一颗善良之心”:70。反映了文革的残酷，对文革的反思以及表达了人心思定的愿望。
电影还有许多四川美景的特写镜头:70。

## 情节
四人帮横行时期，被关押了六年的诗人秋石在专案人员李彦、刘文英的押送下，秘密登上由四川开往武汉的江轮。在与他们同舱的旅客中，有卖身还债的农村姑娘杏花，有来川江祭奠在武斗中丧生的儿子的老大娘，有以玩世不恭的态度表露爱憎的青年工人宋敏生，有被折磨得有如惊弓之鸟的京剧演员关盛轩。还有一个溜上船的小女孩，好像在寻找着什么。乘警老王得到女孩的信任，始知她是秋石的女儿娟子。秋石与舞蹈演员柳姑相爱，他被捕入狱后，柳姑生下女儿，但没等到秋石出狱，她就离开了人世。在正直的船长和政委的帮助下，父女俩终于见了面。善良战胜了邪恶，“革命小将”刘文英也受到了感化，决心救出秋石父女。李彦突然出现了，刘文英取出手铐，让李彦把她铐走。李彦却把手铐扔进了江里，原来他是在执行一项营救秋石的秘密使命。最后，秋石带着娟子在宜昌上岸。

## 演员名单
- 李志舆　饰　秋　石
- 张　瑜　饰　刘文英
- 仲星火　饰　民警老王
- 石　灵　饰　关盛轩
- 林　彬　饰　女教师
- 茅为蕙　饰　小娟子
- 欧阳儒秋饰　老大娘
- 赵　静　饰　柳姑
- 卢　青　饰　宋敏生
- 马崇乐　饰　男青年

## 所获奖项
获得了第一届金鸡奖的最佳故事片、最佳编剧（叶楠）、最佳女主角（张瑜）、最佳男女配角（石灵、欧阳儒秋、茅为惠、林彬、仲星火、卢青）、最佳音乐（高田）五项奖励。